# Naenia contaminatoides
Naenia contaminatoides là một loài bướm đêm trong họ Noctuidae.